# ローマン・グース

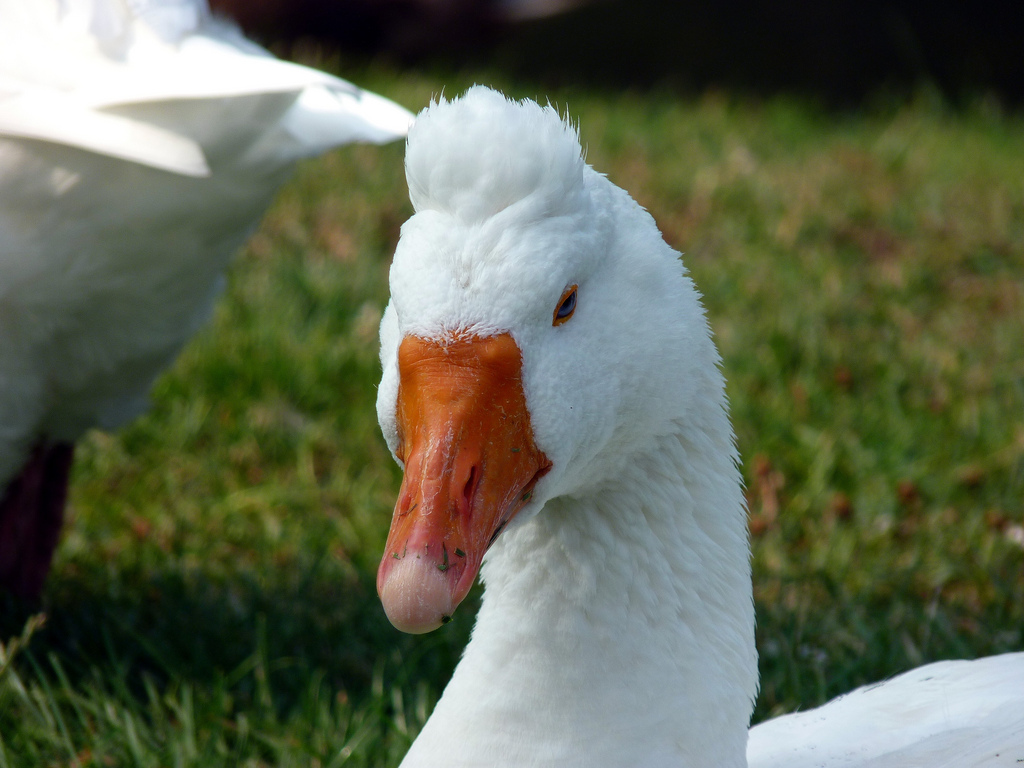
ローマン・タフテッド・グース

ローマン・グースは、ガチョウのイタリア品種である。2000年以上飼育されている最古の品種のひとつであり、女神ユーノーに崇拝されたといわれる。

## 歴史
紀元前4世紀後半のある時、ガリア人が闇に紛れてローマに侵入しようとしたところ、ローマン・グースの鳴き声がローマ人に警告を行い、首都を救ったといわれる。これに敬意を表して、のちのローマ人は雁が神聖化したユーノのための神殿を建てた。雁はまた毎年行われる「犬の罰（Supplicia canum）」犠牲祭で崇敬された。

## 利用法
現代では例えば指定区域に応じた肉と卵などが意義の範囲とされている。それは北米で最も人気のある家禽見本市であり、そこでは通常はタフテッド・ローマン・グース（tufted Roman goose）（羽毛の冠羽があるローマン・グース）として知られており、冠羽を有している。欧州では主に多用途の肉種として飼育しており、豪州では両方の目的で消費されている。冠羽利用は欧州と豪州では任意となっている。

## 卵
ローマン・グースは25年生きるとされ、1年間に25から35個の卵を産む。卵は孵化するのに28日間から30日間かかる。

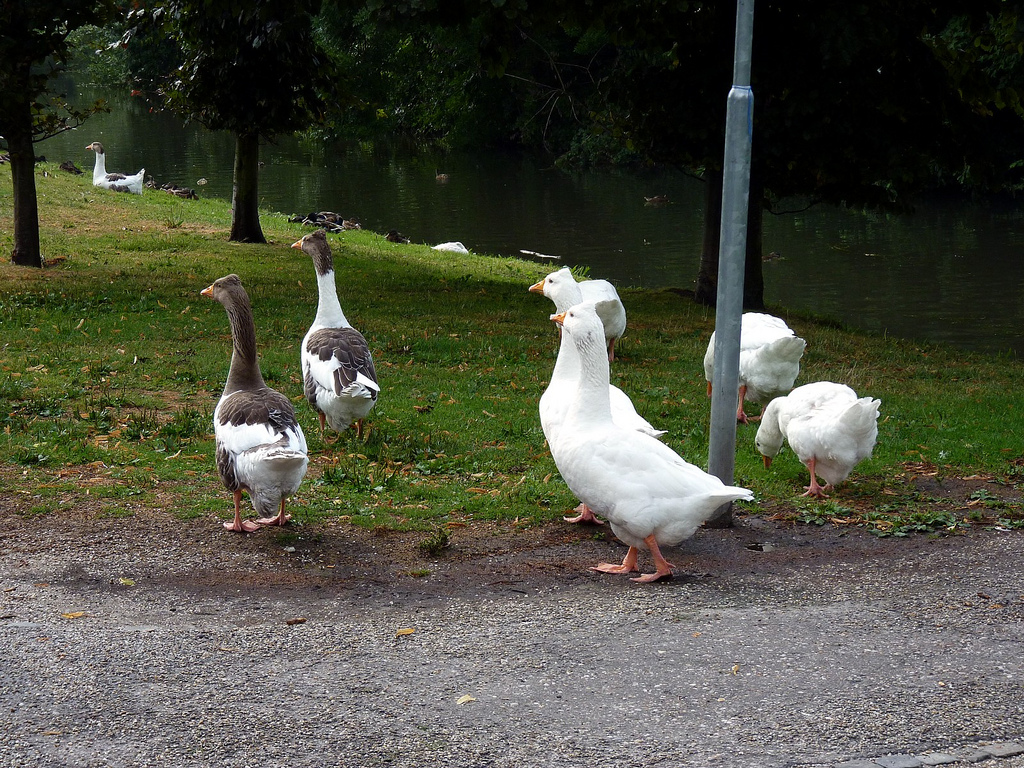
ローマン・タフテッド・グースの群れ